# 534 (số)
534 (năm trăm ba mươi bốn) là một số tự nhiên ngay sau 533 và ngay trước 535.